# Tomasz Merta

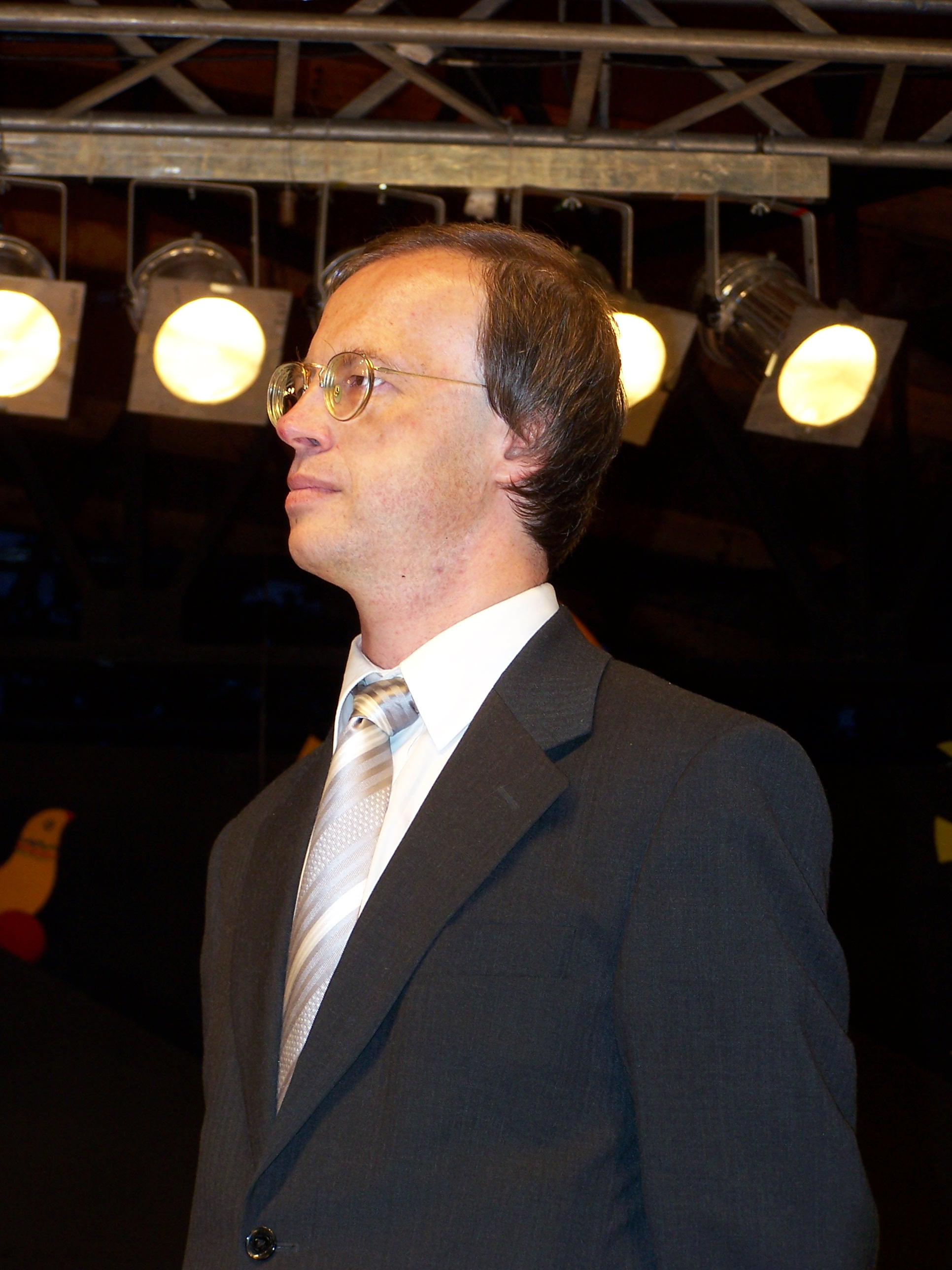
Tomasz Merta

Tomasz Adam Merta (Legnica, 7 november 1965 - Smolensk, 10 april 2010) was een Poolse historicus en de vice-minister van Cultuur en Nationaal Erfgoed in Polen van 2005 tot aan zijn dood.
Merta kwam om het leven toen een Pools regeringsvliegtuig nabij de luchthaven van het Russische Smolensk neerstortte.